# Черногорская православная церковь
Черного́рская правосла́вная це́рковь (черног. Црногорска православна црква, черног. Crnogorska pravoslavna crkva) — пребывающая вне общения со Вселенским православием церковь, которая в Черногории существует с января 2000 года как НПО.
31 октября 1993 года провозгласила независимость от Сербской православной церкви, но её автокефалия не признаётся ни одной из канонических православных церквей.

## История
В начале 1990-х годов, одновременно с усилением центробежных устремлений в СФРЮ, в Черногории активизировались сторонники автокефалии. 31 октября 1993 года на народном сборе в Цетине митрополитом Черногорской церкви был избран архимандрит Антоний (Абрамович), возглавлявший новую юрисдикцию до своей кончины в 1996 году.
6 января 1997 года на таком же собрании новым митрополитом был избран бывший женатый священник Константинопольского патриархата Мираш Дедеич, после пострига принявший имя Михаил. 15 марта 1998 года он был посвящён во епископы болгарским предстоятелем неканонического «альтернативного синода» Пименом (Эневым) в сослужении семью епископами той же юрисдикции. 31 октября 1998 года произошла его интронизация в Цетине.
В отличие от митрополита Амфилохия (Радовича), выступающего за сохранение единства Черногории и Сербии, Михайло поддерживал курс черногорского руководства на скорейший выход из федерации с Сербией.
1 ноября 2002 года из так называемой Истинно-Православной Церкви в России, в юрисдикцию Черногорской православной церкви, перешёл Сергий (Моисеенко), где получил титул митрополита Подгорицкого и Дуклянского, полномочного представителя Черногорской Православной Церкви в России, но 19 июля 2009 года возвратился назад.
После признания независимости Черногории в 2006 году Правительство Черногории изменило своё мнение, подтвердив неприкосновенность имущества Сербской Православной Церкви на территории Черногории.
В 2007 году в черногорскую Церковь из киприанитского синода присоединился Симеон (Минихофер), который был назначен экзархом центральноевропейских государств.
31 октября 2008 года был рукоположён Горазд (Гломазич) в сан епископа для новосозданной епархии в Аргентине.
В интервью для Би-би-си, опубликованном 11 января 2019 года, архиепископ Памфилийский Даниил (Зелинский), назначенный в 2018 году экзархом Вселенского патриарха на Украине, заявил среди прочего: «Я поддерживаю тезис о том, что у каждого народа, желающего иметь свою православную церковь, должно быть право её учреждать и просить её признания другими православными церквями. В том числе, если речь идет о Македонии и Черногории».
16 июня 2019 года состоялась хиротония четвёртого епископа этой церковной юрисдикции, им стал архимандрит Борис (Бойович) с титулом епископа Острожско-Никшичского. 13 сентября 2023 года Святейший Синод Черногорской православной церкви принял Синодальный акт о лишении сана епископа Бориса Бойовича за «раскольническую и нецерковную деятельность» и самопровозглашение митрополитом Черногорской православной церкви.